# …And the Beat Goes On!
Az …And the Beat Goes On! a Scooter debütáló albuma. 1995. március 3-án jelent meg. Négy kislemez jelent meg róla: Hyper Hyper, Move Your Ass!, Friends, Endless Summer. Kiadták CD-n, dupla LP-n, és kazettán.

## Áttekintés
A Scooter első lemeze a "Hyper Hyper" hatalmas sikerének tudható be. Néhány korábban, "The Loop!" néven elkészített remixüket és pár új ötletet átszerkesztve így jelentettek meg 1995 elején egy nagylemezt. A dalok egységes egészbe vannak szerkesztve, a lemezen megszakítás nélkül, folyamatosan hallhatóak, egy képzeletbeli fellépés sémájára megszerkesztve.
2013-ban a Scooter húszéves évfordulójának tiszteletére úgynevezett "20 Years of Hardcore" csomagban ismét megjelent a kiadvány, méghozzá háromlemezes változatban. Az első CD az eredeti lemez digitálisan remasterelt változatát tartalmazza, a másodikra és a harmadikra pedig koncertfelvételek mellett a kislemezek remixei kerültek fel.
2020. január 31-én, az album megjelenésének 25. évfordulója alkalmából újra kiadták a kétlemezes bakelitváltozatot limitált, 1000 darabos példányszámban. Ezt a kiadást 2021-ben újra kiadták a Record Store Day alkalmából, 500 példányban, sárga színű bakeliten.

## A dalokról
A "Different Reality" a lemez felvezető száma, instrumentális és hosszú, de nagyjából bemutatja, mire is számíthatunk. A "Move Your Ass!", amelyből kislemez is lett, szintén egy hosszú, vérbeli rave-dal, H.P. szövegeivel tarkítja. A "Waiting For Spring" a The Loop egy korábbi, "Fonda Rae – Parade" című számához készített remixének kissé átalakított változata. Az "Endless Summer" ismét csak egy szöveges szám, zongoraszólóval és HPV-vel (magasra torzított énekhang). A "Cosmos" szintén megjelent már korábban, mint instrumentális szerzemény, de ugyanez igaz a "Rhapsody in E"-re is. Mindkét szám alapvetően lassabb tempójú, mint a megelőzőek.
Őket követi a Scootert világhírűvé tevő "Hyper Hyper", mint közepesen gyors rave-dal, a kor ismert rave-DJ-inek bemutatásával. A "Raving In Mexico" egy klasszikus rave-szám, gyors tempóval, fülbemászó dallammal. A "Beautiful Vibes" ezzel szemben lassabb, breakbeat-es szerzemény, némi HPV-vel kiegészítve. A "Friends" albumverziója egy happy hardcore-szerzemény, félig-meddig instrumentális, viszont van benne HPV. A lemezt záró "Faster Harder Scooter" tulajdonképpen a "Hyper Hyper" megismétlése, más dallammal és körítéssel.

## Számok listája

### Eredeti kiadás
| #  | Cím                   | Szerzők                              | Hossz |
| -- | --------------------- | ------------------------------------ | ----- |
| 1  | Different Reality     | H.P. Baxxter, Rick J. Jordan, Ferris | 5:33  |
| 2  | Move Your Ass!        | H.P. Baxxter, Rick J. Jordan, Ferris | 5:38  |
| 3  | Waiting For Spring    | H.P. Baxxter, Rick J. Jordan, Ferris | 4:28  |
| 4  | Endless Summer        | H.P. Baxxter, Rick J. Jordan, Ferris | 4:04  |
| 5  | Cosmos                | H.P. Baxxter, Rick J. Jordan, Ferris | 6:06  |
| 6  | Rhapsody in E         | H.P. Baxxter, Rick J. Jordan, Ferris | 6:02  |
| 7  | Hyper Hyper           | H.P. Baxxter, Rick J. Jordan, Ferris | 5:00  |
| 8  | Raving in Mexico      | H.P. Baxxter, Rick J. Jordan, Ferris | 6:05  |
| 9  | Beautiful Vibes       | H.P. Baxxter, Rick J. Jordan, Ferris | 5:13  |
| 10 | Friends               | H.P. Baxxter, Rick J. Jordan, Ferris | 5:10  |
| 11 | Faster Harder Scooter | H.P. Baxxter, Rick J. Jordan, Ferris | 5:06  |

### 20 Years of Hardcore bónusztartalom
CD2:
1. Vallée de Larmes
2. Vallée de Larmes (Re-Incarnation by The Loop!)
3. Hyper Hyper (On A Spanish Fly Tip)
4. Hyper Hyper (Prezioso Mix 2)
5. Modeselektor feat. Otto von Schirach – Hyper Hyper
6. Move Your Ass! (Ultra-Sonic Remix)
7. Move Your Ass! (Mandala Remix)
8. Move Your Ass! (Mega'lo Mania-Acid Mania Mix)
9. Move Your Ass! (Para-Dizer Remix)
10. Move Your Ass! (Men Behind Remix)
11. Move Your Ass! (Alien Factory Remix)
12. Move Your Ass! (Matiz Remix)
13. Sido feat. Kitty Kat & Tony D – Beweg Dein Arsch

CD3:
1. Friends (kislemezváltozat)
2. Friends (Ramon Zenker Club Mix)
3. Friends (Jeyenne Mix)
4. Endless Summer (Maxi Version)
5. Endless Summer (Datura Remix)
6. Endless Summer (Datura Instrumental Version)
7. Endless Summer (Microwave Prince Remix)
8. Endless Summer (spanyol verzió)
9. Endless Summer/Hyper Hyper/Move Your Ass! (Live In Hamburg)
10. Unity Without Words Part 1
11. Across The Sky
12. Back In Time

## Videóklipek
Négy videóklip készült erről a lemezről.
- A "Hyper Hyper" videója meglehetősen egyszerű, mai szemmel nézve. A Scooter egyik fellépéséből mutat jeleneteket, majd átvált számítógépes grafikával készített képsorokra.
- A "Move Your Ass!" videója átgondoltabb, mint elődje. Története szerint H.P.-t mindenféle kísérleteknek vetik alá tudósok, de Rick és Ferris úton vannak, hogy kiszabadítsák.
- A "Friends" klipjében egy kislány látható, akit bigottan konzervatív szülei nem engednek ki a való életbe. Egyszer csak megelégeli a dolgot, kiugrik a család autójából, és rohan játszani a többi gyerekkel. Közben a Scooter tagjai is láthatóak a városban, ahogy egy régi autóval furikáznak fel-alá.
- Az "Endless Summer" klipjét Mallorcán vették fel, témája a nyár, a nyaralás, s olyan helyszínek szerepelnek benne, mint egy mező, vagy egy motorcsónak.

## Feldolgozások, sample-átvételek
- Waiting For Spring: Community feat. Fonda Rae – Parade (The Loop! – Waiting For Spring)
- Hyper Hyper: Ultra-Sonic – Annihilating Rhytm (csak a szöveg)
- Waiting For Spring: The Prodigy – Weather Experience (Top Buzz Remix)
- Raving In Mexico: Paragon – The Poets

## Helyezések
| Nagylemez \| Ország \| Helyezés \| \| ------------------ \| ------------ \| \| Németország \| 25 \| \| Ausztria \| 27 \| \| Magyarország \| Platinalemez \| \| Írország \| Platinalemez \| \| Norvégia \| 18 \| \| Hollandia \| 31 \| \| Svájc \| 29 \| \| Egyesült Királyság \| 139 \| |              |
| Ország | Helyezés     |
| Németország | 25           |
| Ausztria | 27           |
| Magyarország | Platinalemez |
| Írország | Platinalemez |
| Norvégia | 18           |
| Hollandia | 31           |
| Svájc | 29           |
| Egyesült Királyság | 139          |

Kislemezek
| Év   | Kislemez       | Németország | Svájc | Ausztria | Magyarország | Hollandia | Svédország | Norvégia | Egyesült Királyság | Finnország |
| ---- | -------------- | ----------- | ----- | -------- | ------------ | --------- | ---------- | -------- | ------------------ | ---------- |
| 1994 | Hyper Hyper    | 2           | 3     | 2        | -            | 7         | 26         | 10       | -                  | 19         |
| 1995 | Move Your Ass! | 3           | 3     | 3        | -            | 5         | 10         | 6        | 23                 | -          |
| 1995 | Friends        | 3           | 15    | 15       | -            | 38        | -          | -        | -                  | -          |
| 1995 | Endless Summer | 5           | 11    | 18       | -            | 36        | -          | -        | -                  | 13         |

## Érdekességek
- Az ezen az albumon található Faster Harder Scooter nem azonos az 1999-ben kislemezen megjelentetett változattal, csupán a címük azonos.
- A lemez megjelent dupla bakeliten is, némi eltéréssel: a kislemezen megjelent számok kivételével mindegyik instrumentális, azaz egyáltalán nincs bennük semmilyen szöveg.
- 1995-ben "Rave-Talk Mit H.P. Baxxter Und Ferris Bueller" címmel megjelent egy kiadvány, amely elsősorban rádiós promócióra szolgáló hanganyagokat tartalmazott, továbbá H.P. Baxxter és Ferris nyilatkozatait.
- A "Rhapsody In E" felkerült a 2019-ben megjelent "Trance Nation: The 90s" című válogatásra.
- A "Back In Time" felkerült a 2019-es "Nature One – The History 1995-2019" című válogatásra. Ennek a dalnak a Performing Arts "Starship" címen elkészítette az átdolgozását, nem sokkal a megjelenés után.